# غارنييه
غارنييه (بالفرنسية: Garnier)‏ (النطق الفرنسي: [aʁnje]) هي من العلامات التجارية لمستحضرات التجميل في نطاق السوق والتابعة لشركة مستحضرات التجميل الفرنسية لوريال. التي اشتهرت بإنتاج منتجات العناية بالشعر والبشرة.

## التأسيس
تأسست مختبرات غارنييه في فرنسا عام 1904م على يد الفريد امور غارنييه. فكان أول منتج للشركة حاصلًا على براءة اختراع أول كريم شعر مصنوع من مكونات نباتية طبيعية. ثم قدمت الشركة في عام 1936 م منتجات الحماية من الشمس، وفي عام 1960 قدمت صبغة شعر منزلية دائمة.

## التوسع والمنتجات
على مر السنين لم تقتصر انتاجات غارنيه على منتجات العناية بالشعر والصبغات بل أيضًا منتجات العناية بالبشرة منذ عام 1970 ميلادي.